# Transp'Or
Transp'Or est le réseau de transport en commun qui dessert les communes de la communauté d'agglomération du Pays de l'Or dont Mauguio ou Palavas-les-Flots, ainsi que Pérols et Montpellier depuis le 1er octobre 2015. Ce réseau est géré par la communauté d'agglomération du Pays de l'Or et exploité par celle-ci ainsi que AES - Fal'Cars et Transdev Occitanie Littoral.

## Histoire
Un premier service de transport à la demande a vu le jour en 2009, le Novabus,.
Le réseau est en place depuis le 2 novembre 2015 avec la mise en place d'une ligne d'autocars , la "ligne 1", entre Pérols (terminus de la ligne 3 du tramway de Montpellier) et Palavas-les-Flots. Depuis le 2 mai 2016, cette ligne dessert désormais le quartier de Carnon.
Au 1er juillet 2016, la ligne 2 entre Mauguio et Montpellier (Place de France - Odysseum de la ligne 1 du tramway de Montpellier) est créée.
Au 3 septembre 2018, la nouvelle ligne 3 entre Saint-Aunès et Castelnau-le-Lez (Notre-Dame de Sablassou de la ligne 2 du tramway de Montpellier) est créée.
Le service bus à la demande est par ailleurs modifié à cette même date et divisé en un service bus à la demande "lignes régulières" (constitué de 3 lignes) et Bus à la demande "libre".
Plusieurs lignes estivales viennent compléter l'offre durant l'été, pour desservir les plages et l'aéroport voisin.
La ligne 4 entre Pérols (terminus de la ligne 3 du tramway de Montpellier), Carnon et La Grande-Motte ouvre le 2 septembre 2019. Elle remplace la ligne 1 à Carnon et une partie des bus de la ligne 606 de LiO Hérault Transport. Cette date marque aussi l'arrêt définitif de la Navette Aéroport estivale, qui ne sera pas reconduite pendant l'été 2020.
Le 4 mars 2024, le bus à la demande abandonne son fonctionnement en lignes à itinéraires fixes au profit d'un fonctionnement purement zonal. La navette estivale ne figure plus sur le plan depuis l'année 2024.

## Lignes du réseau

### Lignes régulières
| Ligne | Caractéristiques | Caractéristiques                                                   | Caractéristiques                                                   | Caractéristiques                                                   | Caractéristiques                                                                      | Caractéristiques                                                   | Caractéristiques                                                   | Caractéristiques                                                   | Caractéristiques                                                   |
| 1     | Palavas-les-Flots ⥋ Pérols - Étang de l'Or (tramway) | Palavas-les-Flots ⥋ Pérols - Étang de l'Or (tramway)               | Palavas-les-Flots ⥋ Pérols - Étang de l'Or (tramway)               | Palavas-les-Flots ⥋ Pérols - Étang de l'Or (tramway)               | Palavas-les-Flots ⥋ Pérols - Étang de l'Or (tramway)                                  | Palavas-les-Flots ⥋ Pérols - Étang de l'Or (tramway)               | Palavas-les-Flots ⥋ Pérols - Étang de l'Or (tramway)               | Palavas-les-Flots ⥋ Pérols - Étang de l'Or (tramway)               | Palavas-les-Flots ⥋ Pérols - Étang de l'Or (tramway)               |
| ----- | --- | ------------------------------------------------------------------ | ------------------------------------------------------------------ | ------------------------------------------------------------------ | ------------------------------------------------------------------------------------- | ------------------------------------------------------------------ | ------------------------------------------------------------------ | ------------------------------------------------------------------ | ------------------------------------------------------------------ |
| 1     | Ouverture / Fermeture 2 novembre 2015 / — | Longueur 8,5 km                                                    | Durée 30 min                                                       | Nb. d’arrêts 17                                                    | Matériel Iveco Bus Urbanway 12                                                        | Jours de fonctionnement L, Ma, Me, J, V, S, D                      | Jour / Soir / Nuit / Fêtes O / N / N / O                           | Voy. / an 167 900 en 2 021                                         | Exploitant ODYA                                                    |
| 1     | Desserte : - Palavas-les-Flots (Salle Bleue • Étang • Marines Prévost • Zénith • Miami • Maguelone • Place du Dr Clément • Hôtel de Ville • Sire de Joinville • St-Roch • ND de la route • St-Maurice • Star • Aquarium • Les Roquilles) - Carnon (Cabanes de Carnon) - Pérols (Étang de l'Or - tramway)                                                                                  |                                                                    |                                                                    |                                                                    |                                                                                       |                                                                    |                                                                    |                                                                    |                                                                    |
| 1     | Autre : A l'arrêt Salle Bleue de Palavas-les-Flots, il est possible d'emprunter la ligne 631 liO Hérault Transport pour rejoindre Montpellier via Garcia Lorca. Le nombre de trajets est augmenté durant l'été pour pouvoir mieux desservir le bord de mer. |                                                                    |                                                                    |                                                                    |                                                                                       |                                                                    |                                                                    |                                                                    |                                                                    |
| 1     | Dernière actualisation : — |                                                                    |                                                                    |                                                                    |                                                                                       |                                                                    |                                                                    |                                                                    |                                                                    |
| 2     | Mauguio ⥋ Place de France (tramway) | Mauguio ⥋ Place de France (tramway)                                | Mauguio ⥋ Place de France (tramway)                                | Mauguio ⥋ Place de France (tramway)                                | Mauguio ⥋ Place de France (tramway)                                                   | Mauguio ⥋ Place de France (tramway)                                | Mauguio ⥋ Place de France (tramway)                                | Mauguio ⥋ Place de France (tramway)                                | Mauguio ⥋ Place de France (tramway)                                |
| 2     | Ouverture / Fermeture 1er juillet 2016 / — | Longueur 10,7 km                                                   | Durée 25 min                                                       | Nb. d’arrêts 11                                                    | Matériel HeuliezBus GX 137 L Mercedes-Benz Sprinter City 77 Iveco Bus Urbanway 10 GNV | Jours de fonctionnement L, Ma, Me, J, V, S, D                      | Jour / Soir / Nuit / Fêtes O / N / N / O                           | Voy. / an 61 400 en 2 021                                          | Exploitant ODYA                                                    |
| 2     | Desserte : - Mauguio (Jean Cocteau • Cimetière • Melgueil • Saut du Loup • Foyer • Cabanes • Écoles • Ancienne Gendarmerie • Les Ormilles • École des Garrigues) - Montpellier (Place de France/Odysseum - tramway) |                                                                    |                                                                    |                                                                    |                                                                                       |                                                                    |                                                                    |                                                                    |                                                                    |
| 2     | Autre : La ligne est doublée sur Mauguio par la ligne 607 liO Hérault Transport, qui permet de rejoindre Montpellier en passant par Lattes (Boirargues) dans un sens, la plupart des autres communes qui composent la communauté d'agglomération ainsi que Lunel et Marsillargues dans l'autre sens.                                                                                      |                                                                    |                                                                    |                                                                    |                                                                                       |                                                                    |                                                                    |                                                                    |                                                                    |
| 2     | Dernière actualisation : — |                                                                    |                                                                    |                                                                    |                                                                                       |                                                                    |                                                                    |                                                                    |                                                                    |
| 3     | Saint-Aunès ⥋ Castelnau-le-Lez - Notre-Dame de Sablassou (tramway) | Saint-Aunès ⥋ Castelnau-le-Lez - Notre-Dame de Sablassou (tramway) | Saint-Aunès ⥋ Castelnau-le-Lez - Notre-Dame de Sablassou (tramway) | Saint-Aunès ⥋ Castelnau-le-Lez - Notre-Dame de Sablassou (tramway) | Saint-Aunès ⥋ Castelnau-le-Lez - Notre-Dame de Sablassou (tramway)                    | Saint-Aunès ⥋ Castelnau-le-Lez - Notre-Dame de Sablassou (tramway) | Saint-Aunès ⥋ Castelnau-le-Lez - Notre-Dame de Sablassou (tramway) | Saint-Aunès ⥋ Castelnau-le-Lez - Notre-Dame de Sablassou (tramway) | Saint-Aunès ⥋ Castelnau-le-Lez - Notre-Dame de Sablassou (tramway) |
| 3     | Ouverture / Fermeture 3 septembre 2018 / — | Longueur 7,2 km                                                    | Durée 22 min                                                       | Nb. d’arrêts 7                                                     | Matériel Maestro 23 (Minicar)                                                         | Jours de fonctionnement L, Ma, Me, J, V, S                         | Jour / Soir / Nuit / Fêtes O / N / N / N                           | Voy. / an 12 000 en 2 021                                          | Exploitant Transdev Occitanie Littoral                             |
| 3     | Desserte : - Saint-Aunès (Écoparc • Olivet • Salle communale • Orée du Bois • Lucado •Châtaigniers) - Castelnau-le-Lez (Notre-Dame de Sablassou - tramway) |                                                                    |                                                                    |                                                                    |                                                                                       |                                                                    |                                                                    |                                                                    |                                                                    |
| 3     | Autre : En septembre 2019, la ligne est simplifiée avec la desserte de moins d'arrêts |                                                                    |                                                                    |                                                                    |                                                                                       |                                                                    |                                                                    |                                                                    |                                                                    |
| 3     | Dernière actualisation : — |                                                                    |                                                                    |                                                                    |                                                                                       |                                                                    |                                                                    |                                                                    |                                                                    |
| 4     | La Grande Motte ⥋ Pérols - Étang de l'Or (tramway) | La Grande Motte ⥋ Pérols - Étang de l'Or (tramway)                 | La Grande Motte ⥋ Pérols - Étang de l'Or (tramway)                 | La Grande Motte ⥋ Pérols - Étang de l'Or (tramway)                 | La Grande Motte ⥋ Pérols - Étang de l'Or (tramway)                                    | La Grande Motte ⥋ Pérols - Étang de l'Or (tramway)                 | La Grande Motte ⥋ Pérols - Étang de l'Or (tramway)                 | La Grande Motte ⥋ Pérols - Étang de l'Or (tramway)                 | La Grande Motte ⥋ Pérols - Étang de l'Or (tramway)                 |
| 4     | Ouverture / Fermeture 2 septembre 2019 / — | Longueur 15,5 km                                                   | Durée 52 min                                                       | Nb. d’arrêts 21                                                    | Matériel Scania Citywide LE Setra S 416 LE Business Setra S 415 NF (remplacement)     | Jours de fonctionnement L, Ma, Me, J, V, S, D                      | Jour / Soir / Nuit / Fêtes O / N / N / O                           | Voy. / an 132 300 en 2 021                                         | Exploitant Transdev Occitanie Littoral                             |
| 4     | Desserte : - La Grande-Motte (Grand Bleu • Goélands • Maison des Associations • Melgueil • Casino • Port • Grande Pyramide • Camping • De Lattre de Tassigny • Petite Motte • Rond-Point du Couchant • Bougainville) - Carnon (Grand Travers • Petit Travers • Château d'eau • Avranche • Les Embruns • Mairie annexe • Civadière • Cabanes de Carnon) - Pérols (Étang de l'Or - tramway) |                                                                    |                                                                    |                                                                    |                                                                                       |                                                                    |                                                                    |                                                                    |                                                                    |
| 4     | Autre : |                                                                    |                                                                    |                                                                    |                                                                                       |                                                                    |                                                                    |                                                                    |                                                                    |
| 4     | Dernière actualisation : — |                                                                    |                                                                    |                                                                    |                                                                                       |                                                                    |                                                                    |                                                                    |                                                                    |
| 5     | Mauguio (PIOM) ⥋ Boirargues (tramway) | Mauguio (PIOM) ⥋ Boirargues (tramway)                              | Mauguio (PIOM) ⥋ Boirargues (tramway)                              | Mauguio (PIOM) ⥋ Boirargues (tramway)                              | Mauguio (PIOM) ⥋ Boirargues (tramway)                                                 | Mauguio (PIOM) ⥋ Boirargues (tramway)                              | Mauguio (PIOM) ⥋ Boirargues (tramway)                              | Mauguio (PIOM) ⥋ Boirargues (tramway)                              | Mauguio (PIOM) ⥋ Boirargues (tramway)                              |
| 5     | Ouverture / Fermeture 9 mai 2022 / — | Longueur 4 km                                                      | Durée 10 min                                                       | Nb. d’arrêts 4                                                     | Matériel Indcar Mobi CNG                                                              | Jours de fonctionnement L, Ma, Me, J, V                            | Jour / Soir / Nuit / Fêtes O / N / N / N                           | Voy. / an —                                                        | Exploitant ODYA                                                    |
| 5     | Desserte : - Mauguio (PIOM (Parc Industries Or Méditerranée) • Fréjorgues Est • Rond-Point de Figuières) - Lattes (Rond-Point de Figuières • Boirargues - tramway) |                                                                    |                                                                    |                                                                    |                                                                                       |                                                                    |                                                                    |                                                                    |                                                                    |
| 5     | Autre : |                                                                    |                                                                    |                                                                    |                                                                                       |                                                                    |                                                                    |                                                                    |                                                                    |
| 5     | Dernière actualisation : — |                                                                    |                                                                    |                                                                    |                                                                                       |                                                                    |                                                                    |                                                                    |                                                                    |

### Transport à la demande
Un service de transport à la demande existait sous le nom de Novabus. Depuis la création des lignes régulières, il a été renommé bus à la demande, et permet, sous condition de réservation préalable, aux habitants de plus de 60 ans des communes du Pays de l'Or de se rendre à n'importe quel autre arrêt de la communauté d'agglomération, ainsi que vers Lunel, Montpellier ou Baillargues (gare TER). Il n'y a pas de ligne prédéfinie, ce qui fait que ce service est en quelque sorte un taxi à réservation obligatoire.
Dans les communes de la communauté d'agglomération mal desservies par les lignes régulières (Candillargues, Lansargues, Mudaison, Saint-Aunès et Valergues), l'accès à ce service est possible sans condition d'âge depuis le 2 janvier 2014.
Le service effectue 12 000 voyages par an pour 2 000 inscrits.
Le 3 septembre 2018, le service a évolué. Le service bus à la demande est divisé en deux services, bus à la demande « lignes régulières » et Bus à la demande « libre ».
Les trois lignes à horaires fixes étaient :
- A : Candillargues ↔ Mauguio ;
- B : Gare de Valergues - Lansargues ↔ Mauguio ;
- C : Gare de Baillargues ↔ Mudaison.

Le Bus à la demande « libre » desservait toutes les communes de l'agglomération ainsi que la gare de Baillargues, Lunel et Le Grau-du-Roi. Ce service, zonal, était accessible aux résidents de plus de 60 ans des communes de Mauguio, Saint-Aunès, La Grande-Motte et Palavas-les-Flots et sans limite d'âge aux résidents de Candillargues, Lansargues, Mudaison et Valergues.
Le 4 mars 2024, le fonctionnement est simplifié autour d'un système purement zonal, avec deux zones de fonctionnement Nord et Sud en rapport à la répartition géographique par rapport à l'étang de l'Or.

## Parc de véhicules
En octobre 2024, le parc d'autobus du réseau Transp'Or est composé de 33 véhicules dont 15 bus standards, 4 midibus, 8 minibus et 6 autocars. Au sein de cette flotte, 4 bus fonctionnent au gaz naturel, les autres véhicules sont équipés de moteurs Diesel.

### Bus standards
| Constructeur  | Modèle            | Nombre | Numéros de parc | Période de mise en service          | Affectation        | Exploitant                                 | Observation |
| ------------- | ----------------- | ------ | --------------- | ----------------------------------- | ------------------ | ------------------------------------------ | ----------- |
| Heuliez Bus   | GX 327            | 2      | 759, 769        | Entre octobre 2006 et décembre 2009 | 1                  | Transdev Occitanie Littoral                | –           |
| Irisbus       | Citelis 12        | 1      | 2083            | Septembre 2006                      | 1                  | ODYA                                       | –           |
| Iveco Bus     | Crossway LE City  | 2      | 771-772         | Février 2016                        | 4                  | Transdev Occitanie Littoral                | –           |
| Iveco Bus     | Urbanway 12       | 2      | + 2 inconnu     | Décembre 2015                       | 1                  | ODYA                                       | –           |
| Mercedes-Benz | Conecto E         | 3      | + 3 inconnu     | Août 2005                           | Transport Scolaire | Communauté d'agglomération du Pays de l'Or | –           |
| Scania        | Citywide LE       | 2      | 105820, 105822  | Juin 2015                           | 1 4                | Transdev Occitanie Littoral                | –           |
| Setra         | S 415 NF Ü        | 1      | 813             | Septembre 2008                      | 1 4                | Transdev Occitanie Littoral                | –           |
| Setra         | S 416 LE Business | 2      | 25340, 25342    | Février 2017                        | 4                  | Transdev Occitanie Littoral                | –           |

### Midibus
| Constructeur | Modèle          | Nombre | Numéros de parc | Période de mise en service | Affectation | Exploitant                  | Observation |
| ------------ | --------------- | ------ | --------------- | -------------------------- | ----------- | --------------------------- | ----------- |
| Heuliez Bus  | GX 127 L        | 2      | 859-860         | Juillet 2010               | 2           | Transdev Occitanie Littoral | –           |
| Heuliez Bus  | GX 137 L        | 1      | 2052            | Novembre 2015              | 2           | ODYA                        | –           |
| Iveco Bus    | Urbanway 10 GNV | 1      | + 1 inconnu     | Septembre 2017             | 2           | ODYA                        | –           |

### Minibus
| Constructeur  | Modèle    | Nombre | Numéros de parc | Période de mise en service       | Affectation      | Exploitant                                        | Observation |
| ------------- | --------- | ------ | --------------- | -------------------------------- | ---------------- | ------------------------------------------------- | ----------- |
| Ford          | Transit V | 5      | + 5 inconnu     | Entre mars 2019 et décembre 2019 | Bus à la demande | GIHP / Communauté d'agglomération du Pays de l'Or | –           |
| Indcar        | Mobi CNG  | 1      | + 1 inconnu     | Avril 2022                       | 5                | ODYA                                              | –           |
| Maestro       | 23        | 1      | 107647          | Octobre 2018                     | 3                | Transdev Occitanie Littoral                       | –           |
| Mercedes-Benz | City 77   | 1      | + 1 inconnu     | Juin 2015                        | 2                | ODYA                                              | –           |

### Autocars
| Constructeur | Modèle          | Nombre | Numéros de parc | Période de mise en service | Affectation        | Exploitant                                 | Observation |
| ------------ | --------------- | ------ | --------------- | -------------------------- | ------------------ | ------------------------------------------ | ----------- |
| Irisbus      | Récréo II       | 2      | + 2 inconnu     | Juillet 2010               | Transport Scolaire | Communauté d'agglomération du Pays de l'Or | –           |
| Iveco Bus    | Crossway Pop    | 1      | + 1 inconnu     | Août 2014                  | Transport Scolaire | Communauté d'agglomération du Pays de l'Or | –           |
| Iveco Bus    | Crossway Pop NP | 2      | + 2 inconnu     | Novembre 2022              | Transport Scolaire | Communauté d'agglomération du Pays de l'Or | –           |
| Otokar       | Navigo 185 SH   | 1      | + 1 inconnu     | Septembre 2010             | Transport Scolaire | Communauté d'agglomération du Pays de l'Or | –           |

### Dépôts
- Le dépôt de Communauté d'agglomération du Pays de l'Or est situé dans la principauté, au 300 Av. Jacqueline Auriol, 34130 Mauguio
- Le dépôt de ODYA est situé dans la principauté, au 460 Av. de la Royale, 34160 Castries
- Le dépôt de Transdev Occitanie Littoral est situé dans la principauté, au 2 Rue du 8 mai 1945, 09300 Lavelanet

## Tarification
La billetterie sur ce réseau se décline en deux versions :
- 1 euro pour un trajet
- 8 euros pour dix trajets

Ces tickets ne sont valables que sur le réseau Transp'Or. Avant 2019, l'ancienne billettique comportait des titres intermodaux avec les réseaux liO Hérault Transport et TaM.
Des abonnements mensuels et annuels sont également vendus, avec ou sans option intermodalité, avec un tarif préférentiel pour les usagers de moins de 26 ans.
Bien que le réseau ne s'adresse pas principalement aux scolaires, l'abonnement fourni par le département y est valable.